# Les Simpson dans la Bible
Vous lisez un « bon article » labellisé en 2021.

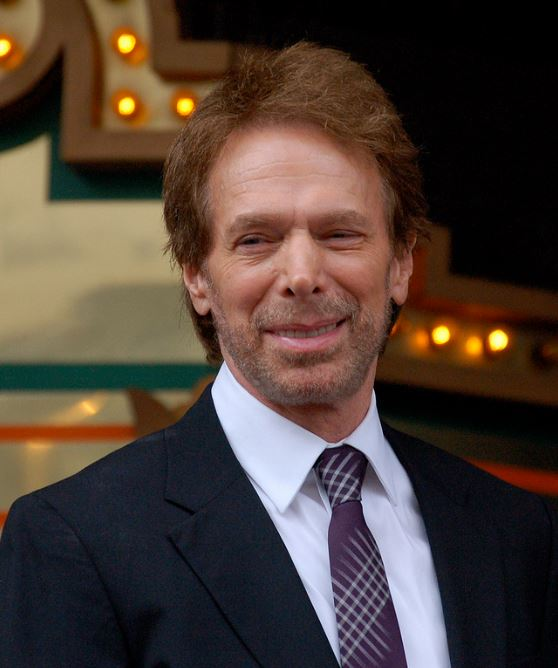
Le rêve de Bart fait référence à plusieurs films d'action, notamment ceux produits par Jerry Bruckheimer.

Les Simpson dans la Bible (en version française, Histoires bibliques en version québécoise ou Simpsons Bible Stories en version originale) est le dix-huitième épisode de la dixième saison de la série télévisée d'animation Les Simpson. Il est diffusé pour la première fois sur le réseau Fox aux États-Unis le 4 avril 1999, jour de la fête de Pâques. Divisé en quatre segments indépendants sur un même thème, il  constitue le premier des épisodes sous forme trilogique qui seront produits une fois par saison.
Dans l'épisode, la famille Simpson s'endort pendant un sermon à l'église. Marge rêve qu'Homer et elle sont Adam et Ève au jardin d'Éden, Lisa rêve qu'elle et ses camarades de l'école élémentaire de Springfield sont les esclaves hébreux de l'Ancienne Égypte et qu'elle aide Moïse à les conduire à la liberté, Homer rêve qu'il est le roi Salomon appelé pour résoudre une dispute entre Lenny et Carl quant à la propriété d'une tarte, et Bart rêve qu'il est le roi David qui doit combattre le fils de Goliath, Goliath II.
L'épisode, écrit par Matt Selman, Larry Doyle et Tim Long, est le premier réalisé par Nancy Kruse. Alors que le producteur délégué et ancien show runner de la série, Mike Scully, déclare que l'idée de l'épisode est venue après la demande de la Fox de faire un épisode sur le thème de Pâques, le coscénariste Matt Selman avance qu'il est imaginé par les anciens scénaristes de la série Dan Greaney et Donick Cary lorsqu'ils cherchent des idées pour la dixième saison. 
L'épisode se déroulant en majeure partie en dehors de Springfield, les animateurs doivent concevoir et réaliser de nombreux décors complètement nouveaux. Bien que la plupart des références de l'épisode concernent l’Ancien Testament et le christianisme, il  parodie également des émissions télévisées pour enfants, des politiciens américains et les films d'action de Jerry Bruckheimer.
Lors de sa diffusion originale, l'épisode réunit environ 12,2 millions de téléspectateurs. Il reçoit par la suite des critiques mitigées, mais remporte un Annie Award dans la catégorie de la meilleure production télévisuelle animée.
En 2007, l'épisode sort dans le coffret DVD de la dixième saison, et, à cette occasion, un poster promotionnel issu de l'épisode fait partie d'une exposition au Musée Sherwin Miller de l'art juif à Tulsa en Oklahoma. La dernière scène de l'épisode est un des moments préférés de Matt Groening, créateur de la série.

## Synopsis
Un jour de canicule, lors de la messe de Pâques, les Simpson sont à l'église et personne ne s'intéresse aux sermons du Révérend Lovejoy. Lors de la quête, Homer met dans la corbeille un lapin de Pâques qu'il a trouvé dans la benne à ordures, ce qui provoque le courroux du révérend, le qualifiant d'idole et le poussant à lire la Bible depuis le début. Toute la famille s'endort et se met à rêver de divers passages bibliques,.

### Rêve de Marge
Marge rêve qu'elle est Ève et qu'Homer est Adam. Ils vivent paisiblement dans le jardin d'Éden jusqu'à ce qu'un serpent (Le Serpent) incite Adam à manger des dizaines de pommes issues de l'arbre interdit. Ce dernier persuade ensuite Ève d'en goûter une lorsque Dieu (Ned Flanders) est témoin de son péché. Même si Adam engloutit une grande quantité de pommes, Dieu ne surprend qu'Ève en train d'en manger une, et elle est donc bannie du jardin paradisiaque. Alors qu'Adam ne veut pas reconnaître la vérité, Ève s’ennuie et trouve un moyen de revenir en creusant un tunnel avec l'aide de certains animaux. La licorne de Dieu, appelée Gary, s'épuise à force de creuser et meurt juste avant que son Maître n'attrape Adam en train d'essayer de ramener illicitement son épouse dans le jardin. La mort de sa licorne l'énerve encore plus et cette fois-ci, il les expulse tous les deux du jardin,.

### Rêve de Lisa
Lisa s'imagine ensuite qu'elle et les autres élèves de l'école élémentaire de Springfield sont les Hébreux esclaves de l'Ancienne Égypte aux ordres du Pharaon (Principal Skinner) qui leur fait construire une pyramide. Seul Moïse (Milhouse Van Houten) peut les libérer. Lorsque Bart défigure le sarcophage de Pharaon, supposément sous l'impulsion du buisson ardent, les autres étudiants et lui-même sont sévèrement punis. Lisa aide alors Moïse à produire des plaies pour effrayer Pharaon et le pousser à libérer les Israélites. Ils échouent. Pharaon fait jeter Lisa et Moïse en prison dans une pyramide. Lorsqu'ils s'échappent, Moïse rassemble tous les élèves et ils tentent de s'enfuir. Lorsqu'ils atteignent la mer Rouge, Lisa a une idée pour la franchir : tous les Hébreux tirent les chasses d'eau de toutes les toilettes des Égyptiens pour vider la mer. Alors qu'ils traversent, Pharaon et ses gardes les poursuivent, mais l'eau revient et la mer les engloutit. Ils s'amusent à s'éclabousser avant de retourner sur le rivage. Heureux qu'ils se soient échappés, Moïse demande à Lisa ce que l'avenir réserve aux Israélites, mais sa déception est grande lorsqu'elle lui apprend qu'ils doivent errer dans le désert pendant quarante ans. Moïse demande alors si par la suite tout se passera bien pour le peuple juif. Ne voulant pas le décevoir à nouveau en l'informant de l'antisémitisme grandissant et qui affligera les Juifs pendant de nombreux siècles, elle distrait la foule en les envoyant à la recherche de la manne,.

### Rêve d'Homer
Homer s'imagine qu'il est le roi Salomon. Lenny et Carl se disputent la propriété d'une tarte. Salomon la coupe en deux, condamne Lenny et Carl à mort et mange la tarte avant de présider le jugement d'une affaire entre Jésus-Christ et les taxis Charafat,.

### Rêve de Bart
Bart se voit en roi David, qui après avoir tué Goliath, n'a pas encore gagné la guerre : Nelson est le fils de Goliath, Goliath II, qui pour venger son père a tué Mathusalem (Abraham Simpson), le plus vieil ami de David. En représailles, David défie Goliath II, mais n'ayant aucune pierre à lui lancer, il perd et est catapulté en dehors de la ville. Dans la campagne il rencontre Ralph, un berger, qui prétend pouvoir tuer Goliath II. Après que Ralph est présumé mort, David s'entraîne à tuer Goliath II sur ses moutons. Après avoir gravi la gigantesque tour de Babel, David parvient à maîtriser Goliath II en lui jetant une lanterne allumée à la gorge. Le géant est étonnamment encore en vie, mais il est rapidement tué par la pierre tombale de Ralph, lancée par Ralph lui-même, qui n'était pas mort. À sa grande surprise, David est envoyé en prison par les habitants qui prétendent que Goliath II était le meilleur roi qu'ils aient jamais eu. En effet, il leur avait construit nombre de routes, de bibliothèques et d'hôpitaux,.

### Épilogue
Alors que la famille se réveille, ils se rendent compte qu'ils sont seuls dans l'église. En sortant, ils s'aperçoivent que l'Apocalypse est en cours : le feu pleut d'un ciel rouge et les quatre cavaliers de l'Apocalypse leur passent devant. Contrairement aux Simpson, les Flanders montent au paradis. Lisa commence à les rejoindre mais Homer attrape sa jambe et la ramène sur Terre. Finalement, les Simpson rejoignent les enfers par un escalier, où Homer suit le délicieux parfum d'un barbecue avant d'être déçu par le manque de malbouffe pendant que Highway to Hell d'AC/DC est joué sur le générique,.

## Production
Le scénario de Les Simpson dans la Bible est écrit par Matt Selman, Larry Doyle et Tim Long. Il s'agit du premier épisode réalisé par Nancy Kruse pour la série. Il est diffusé pour la première fois aux États-Unis sur le réseau Fox le 4 avril 1999, le jour de la fête de Pâques cette année,. Selon le producteur délégué et ancien show runner de la série Mike Scully, l'idée de l'épisode provient de la demande de la Fox de concevoir un épisode sur le thème de Pâques, lequel serait diffusé pendant les vacances. En temps normal, la chaîne ne diffuse aucun épisode inédit des Simpson le soir de Pâques, car il est considéré comme un « soir à faibles audiences », mais Les Simpson dans la Bible constitue une exception. Cependant, selon le coscénariste Matt Selman, le concept de l'épisode apparaît lorsque, avec les anciens scénaristes Dan Greaney et Donick Cary, il propose des idées pour la dixième saison. Cary et Greaney suggèrent alors une histoire sous forme de « trilogie biblique » qui devient Les Simpson dans la Bible. L'épisode est le premier épisode trilogique qui, à partir de l'épisode Histoires de clochard de la douzième saison, est produit et diffusé une fois par saison.

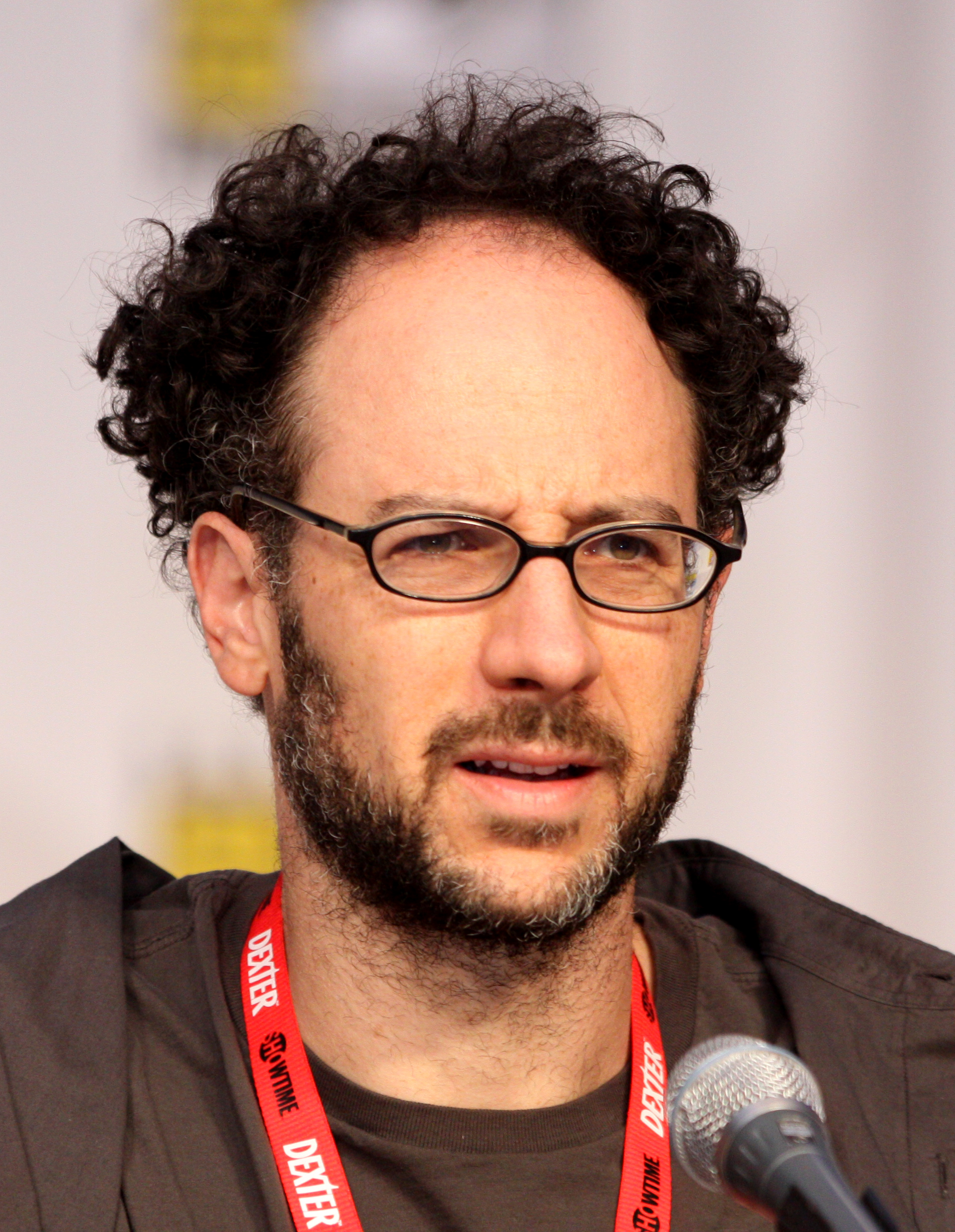
Matt Selman, scénariste de l'épisode aux côtés de Tim Long et Larry Doyle.

Le premier segment de l'épisode est écrit par Tim Long. Selon l'ancien scénariste Tom Martin, Tim veut que le cochon du jardin d'Éden ait un accent britannique. Il est en conséquence doublé par Hank Azaria, voix habituelle, entre autres, de Moe Szyslak. La voix de la licorne qui creuse le trou est celle de Tress MacNeille. Le deuxième segment est scénarisé par Larry Doyle et le troisième par Matt Selman,. Habituellement, lorsqu'ils écrivent les segments des épisodes trilogiques, les scénaristes suivent le déroulement des histoires dont ils s’inspirent, en remplaçant les protagonistes par les personnages des Simpson,. Lorsqu'il écrit le troisième segment de Les Simpson dans la Bible, Matt Selman déclare avoir envie d'explorer « une nouvelle piste fraîche » en écrivant une suite à l'histoire de David et Goliath. Selon Mike Scully, Matt Selman a une vision très claire de comment il veut que l'épisode soit, et il ajoute qu'il veut faire « un fourre-tout » de parodies cinématographiques.
La chanson diffusée pendant l'entraînement de Bart est Winner Takes It All du chanteur de rock américain Sammy Hagar. Matt Selman décide de l'inclure après l'avoir entendu dans le film d'action dramatique de 1987, Over the Top : Le Bras de fer. Selon Larry Doyle, cette scène était originellement bien plus longue, elle durait au moins sept minutes. La chanson entendue pendant le générique de fin de l'épisode est Highway to Hell du groupe de hard rock australien AC/DC. Selon Mike Scully, l'équipe des Simpson ne pouvait pas, au début, utiliser cette chanson dans la série car la maison de disque d'AC/DC refusait de la leur vendre. Cependant, lorsque le producteur appelle directement le manager du groupe, il s'avère qu'il n'avait jamais été informé de la demande. Mike Scully ajoute que, lorsqu'il lui demande s'il peut utiliser Highway to Hell, le manager du groupe « signe tout de suite » et accorde à l'équipe des Simpson un « énorme rabais ».
La majeure partie de l'épisode se déroulant dans l'Antiquité, les animateurs doivent créer de nouveaux décors complets. La réalisatrice Nancy Kruse, déclare qu'avec Alex Ruiz, le directeur de l’animation, ils ont dû redessiner une majorité de l'épisode, car des scènes inadéquates avaient été réalisées par six stagiaires. Pour être crédité au générique d'un épisode des Simpson, un animateur doit y avoir créé au moins dix scènes. Comme aucun des six stagiaires n'a dessiné une dizaine de scènes, aucun d'entre eux n'est crédité pour son travail sur l'épisode. Nancy Kruse ajoute que lorsqu'elle anime cet épisode, elle a peur que le département de l'animation s'offense de son contenu, car la plupart des membres de l'équipe sont « très religieux ». Cependant, au fur et à mesure que le processus d'animation se déroule, elle constate que les animateurs ne sont pas gênés par l'épisode, car il parodie principalement l'Ancien Testament. Elle ne reçoit qu'une seule plainte, provenant d'un animateur qui refuse d'animer Jésus dans la scène de la salle de tribunal dans le rêve d'Homer.
Mike Scully déclarera regretter de ne pas avoir soumis Les Simpson dans la Bible au Primetime Emmy Award du meilleur programme d'animation en 1999. À ce moment-là, il estime que, comme les histoires originales ne sont pas conçues par l'équipe de scénaristes, l'épisode ne pourrait pas recevoir le prix. Cependant, il remarque que l'animation de l'épisode est « exceptionnelle », et il découvrira plus tard que les Emmy Awards « accordent beaucoup d'importance » à l'animation des épisodes soumis. À la place, il soumet l'épisode Fiesta à Las Vegas, qui perdra face à l'épisode Bobby aime Marie des Rois du Texas.

### Critiques et récompense

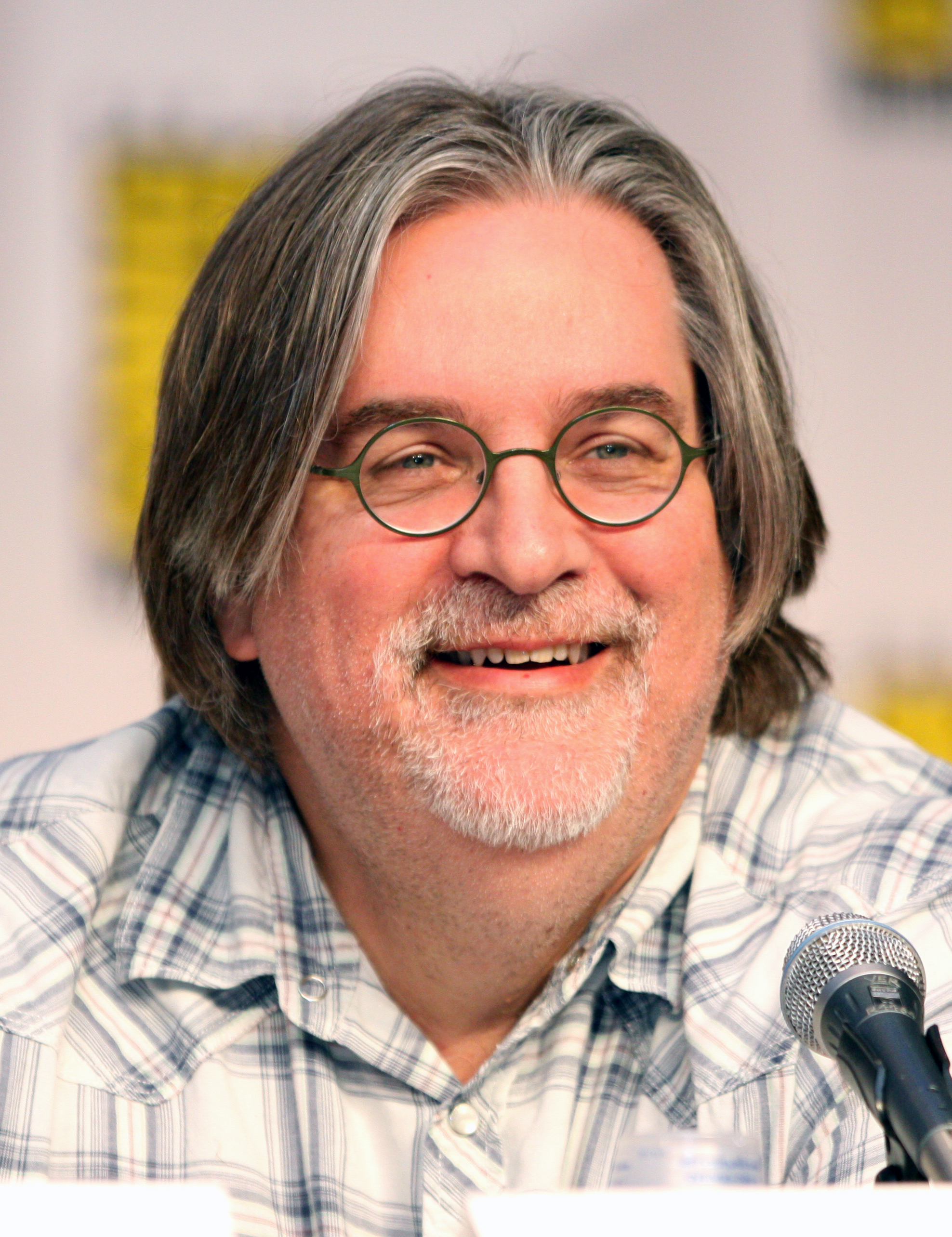
Même s'il s'agit d'un des moments préférés du créateur de la série, Matt Groening, la plupart des fans des Simpson sont gênés par la fin de cet épisode.